# Trachypollia lugubris
Trachypollia lugubris är en snäckart som först beskrevs av C. B. Adams 1852.  Trachypollia lugubris ingår i släktet Trachypollia och familjen purpursnäckor. Inga underarter finns listade i Catalogue of Life.